# Apostolica sollicitudo
Apostolica sollicitudo (dal latino: "cura apostolica") è il titolo di una lettera apostolica promulgata in forma di motu proprio da papa Paolo VI il 15 settembre 1965. Il documento verte "sull'istituzione del Sinodo dei vescovi per la Chiesa universale", che può essere considerato l'organo rappresentativo del collegio episcopale.

## Motivi
Questo motu proprio fu pubblicato prima del decreto Christus Dominus (Sul compito pastorale dei vescovi), in cui il documento conciliare parlava per la prima volta dell'istituzione di un consiglio "composto da vescovi scelti da tutte le parti del mondo e chiamato Sinodo dei vescovi". In questa istituzione, i vescovi avrebbero dovuto fornire "un'assistenza più efficace nel modo stabilito o da stabilirsi da parte del Papa"
Paolo VI si era così conformato alla volontà dei padri conciliari, che desideravano perpetuare la collegialità introdotta nel Concilio Vaticano II. Si è anche ipotizzato che il Papa avesse voluto anticipare le loro richieste, poiché temeva che i vescovi avrebbero domandato più voce in capitolo di quella concessa dal Sommo Pontefice.

## Preambolo
Così, dopo aver maturamente considerato ogni cosa, per la Nostra stima ed il Nostro rispetto nei riguardi di tutti i Vescovi cattolici, e per dare ai medesimi la possibilità di prendere parte in maniera più evidente e più efficace alla Nostra sollecitudine per la Chiesa universale, di nostra iniziativa e con la Nostra autorità apostolica erigiamo e costituiamo in questa alma Città un consiglio permanente di Vescovi per la Chiesa universale, soggetto direttamente ed immediatamente alla Nostra potestà e che con nome proprio chiamiamo Sinodo dei Vescovi.»
(Apostolica sollicitudo)

## Disposizioni
Seguono disposizioni canoniche e decreti che definiscono la struttura, i compiti, le tipologie di riunione e i metodi di lavoro di questa nuova istituzione. Il Papa definisce gli obiettivi generali e specifici del Sinodo dei vescovi e istituisce una segreteria generale per una collaborazione continua ed efficiente.

## Sviluppi
Il 18 settembre 2018 è entrata in vigore la costituzione apostolica Episcopalis communio di papa Francesco. Essa regola le disposizioni per la preparazione e il seguito delle assemblee plenarie.
Il 17 aprile 2023 il Papa ha approvato una modifica in vista della XVI assemblea generale ordinaria del Sinodo dei vescovi. Per la prima volta, sono stati rappresentati anche non vescovi (presbiteri, diaconi, consacrate e consacrati, laici e laiche). Al posto degli uditori, sono stati inseriti 70 membri (cui si aggiungono quelli di nomina pontificia) scelti dal Papa da un elenco di 140 persone individuate (e non elette) dalle sette Riunioni Internazionali di Conferenze Episcopali e dall’Assemblea dei Patriarchi delle Chiese Orientali Cattoliche (20 per ognuna di queste realtà ecclesiali). Il 50% di essi sono donne ed è richiesto che si valorizzi anche la presenza di giovani.